# Birgitta Wichne
Birgitta Harriet Wichne, född Andersson 21 maj 1938 i Borås, död 19 oktober 2022 i Fritsla distrikt i Västra Götalands län, var en svensk småskollärare och politiker (moderat). Hon var ordinarie riksdagsledamot 1994–1998 för Älvsborgs läns södra valkrets.
I riksdagen var hon ledamot i socialutskottet 1995–1998 (även suppleant från 1994) och suppleant i kulturutskottet 1994–1998.